# 386
| 386                |
| ------------------ |
| Dødsfald - Fødsler |
|                    |

| Gregoriansk kalender | 386 CCCLXXXVI           |
| Ab urbe condita      | 1139                    |
| Armensk kalender     | I/T                     |
| Kinesiske kalender   | 3082 – 3083 乙酉 – 丙戌 |
| Etiopisk kalender    | 378 – 379               |
| Jødisk kalender      | 4146 – 4147             |
| Hindukalendere       |                         |
| - Vikram Samvat      | 441 – 442               |
| - Shaka Samvat       | 308 – 309               |
| - Kali Yuga          | 3487 – 3488             |
| Iransk kalender      | 236 BP – 235 BP         |
| Islamisk kalender    | 243 BH – 242 BH         |

Se også 386 (tal)

## Dødsfald
- Kyrillos af Jerusalem, teolog og kirkefader (født ca. 313)